# Lorenzo Patané
Lorenzo Patané (ur. 20 listopada 1976 w Katanii) – niemiecki aktor teatralny, filmowy i telewizyjny pochodzenia włoskiego.

## Życiorys
Syn Sycylijczyków, od wczesnego dzieciństwa mieszkał w Niemczech. Młodość spędził we Frankfurcie, Stuttgarcie i w Chiemgau. Tam uczęszczał do Szkoły Rudolfa Steinera i zbierał pierwsze doświadczenia w szkolnym teatrze.
Po maturze podjął studia na wydziale projektowania mody. Z czasem jednak porzucił studia na rzecz aktorstwa i rozpoczął naukę w szkole aktorskiej Stuttgarter Schauspielschule Manfred Riedel w Stuttgarcie (obecnie „Live Act Schauspielschule“). Podczas tego szkolenia Lorenzo Patanè grał niewielkie role w kilku filmach krótkometrażowych i zadebiutował w niemieckim serialu kryminalnym ZDF Dowody na korzyść dwóch (Ein Fall für zwei, 1999).
Wystąpił także w kilku małych ról w teatrze, m.in. komediach Williama Szekspira: Wiele hałasu o nic (2001, 2004) i Wieczór Trzech Króli (2005/2006). Stał się znany szerszej publiczności z roli kucharza Roberta Saalfelda w telenoweli ARD Burza uczuć (Sturm der Liebe).

## Wybrana filmografia

### Seriale TV
- 1999: Ein Fall für zwei
- 2005–2007, 2010–2011, 2017, 2018-: Burza uczuć (Sturm der Liebe) jako Robert Saalfeld
- 2012: Kubrick - Una Storia Porno jako Mirko
- 2014: Il candidato jako policjant
- 2018: Tatort: Kopper jako karabinier
- 2018: Tatort: Meta

### Filmy
- 2013: L’Ultimo Weekend (TV) jako Jacopo
- 2014: Child K (film krótkometrażowy) jako Richard
- 2016: Ciao Italia! jako Carmelo
- 2016: Italian Race jako Jim
- 2017: Wszystkie pieniądze świata jako pracownik sklepu muzealnego